# خدی سیلا
خدی سیلا (فرانسوی: Khady Sylla‎؛ ۲۷ مارس ۱۹۶۳ – ۸ اکتبر ۲۰۱۳) کارگردان فیلم و نویسنده اهل سنگال بود.

از فیلم‌ها یا مجموعه‌های تلویزیونی که وی در آن‌ها نقش داشته‌است، می‌توان به پنجره‌ای باز اشاره نمود.